# Harris Isbell
Harris Isbell (7 de junho de 1910 - 23 de dezembro de 1994) foi um farmacologista norte-americano e diretor de pesquisa do NIMH Addiction Research Center no Public Health Service Hospital em Lexington, Kentucky, de 1945 a 1963. Estudou os efeitos psicológicos de várias drogas em humanos (presidiários de narcóticos presos). Os primeiros trabalhos investigaram aspectos da dependência física (um aspecto importante da dependência de drogas) com opiáceos e barbitúricos, enquanto os trabalhos posteriores (pelo menos parcialmente financiados pela Agência Central de Inteligência como parte do projeto MKUltra) investigou drogas psicodélicas, incluindo LSD. A pesquisa foi amplamente divulgada em revistas acadêmicas como o Journal of Pharmacology and Experimental Therapeutics, Psychopharmacologia e os Arquivos de Neurologia e Psiquiatria da AMA.